# Lijst van spelers van FC Aarau
Deze lijst omvat voetballers die bij de Zwitserse voetbalclub FC Aarau spelen of gespeeld hebben. De spelers zijn alfabetisch gerangschikt.

## A
- Hocine Achiou
- Adrian Aebi
- Petar Alexandrov
- Serghei Alexseev
- Adrian Allenspach
- Ross Aloisi
- Goran Antic
- Giuseppe Aquaro
- Marco Aratore

## B
- Philipp Bachmann
- David Bader
- Roberto Baldassari
- Albert Baning
- Rene Barth
- Sergio Bastida
- Roland Bättig
- Oliver Baudry
- Nico Baumann
- Argent Bećiri
- Nicolas Beney
- Patrick Bengondo
- Ivan Benito
- Loris Benito
- Jan Berger
- Léon Bergsma
- Johan Berisha
- Jens Jørn Bertelsen
- Rainer Bieli
- Admir Bilibani
- Andreas Binder
- Ernst Bleiker
- Roberto Böckli
- Dany Bolliger
- Chris Bongo
- Aymen Bouchhioua
- Erich Brabec
- Otto Brändli
- Martin Brügger
- Renato Brugnoli
- Arnaud Bühler
- Manuel Bühler
- Patrick Bühlmann
- Franz Burgmeier
- Sandro Burki
- Reto Burri

## C
- Manuel Calvo
- Carlinhos
- Fernando Carreño
- Cassiano
- Frédéric Chassot
- Daniel Chevre
- Sven Christ
- Flemming Christensen
- Sasa Ciric
- Marek Citko
- Massimo Colomba
- Vojan Cvijanovic

## D
- Armand da Costa
- Patrick De Napoli
- David Degen
- Luca Denicolá
- Roberto Di Matteo
- Lamine Diarra
- Mamadou Diarra
- Didi
- Pape Diop
- Gerardo Donatiello
- Samuel Drakopoulos
- Slavisa Dugic
- Damir Dzombic

## E
- Alexandre Edilson
- Mario Eggimann
- Fabrice Ehret
- Jonas Elmer
- Lucio Esposito
- Adrian Eugster

## F
- Otto Fehlmann
- Sehar Fejzulahi
- Fernando Ferrari
- Marc Fiechter
- Martin Fink
- Pius Fischbach
- Stefan Fischer
- Paul Fischli
- Alf Fistler
- Ernst Flückiger
- Rene Fluri
- Guido Forrer
- Mark Fotheringham
- Hans Franz
- Roberto Fregno
- Roman Friedli
- Rene Fritsch

## G
- Alain Gaspoz
- Joël Geissmann
- Ventura Gelson
- Ivo Georgiev
- Farzal Ghadamian
- Gaetano Giallanza
- René van der Gijp
- Gil
- Christoph Gilli
- Nikola Gjorgjev
- Cyrill Gloor
- Heinz Gloor
- Werner Goldmann
- André Goncalves
- Mohamed Gouda
- Daniel Greco
- Demetrio Greco
- Francisco Guerrero
- Daniel Gygax

## H
- Renato Hächler
- Martin Haller
- Amir Hamzić
- Wilfried Hannes
- Andreas Häsler
- Cyrill Hasler
- Roger Hegi
- Marcel Heldmann
- Alfred Herberth
- Heinz Hermann
- Andreas Hilfiker
- Yacine Hima
- Marc Hodel
- Andreas Höhener
- Beat Huber
- Samuel Huber
- Erich Hürzeler
- Oskar Hürzeler

## I
- Cristian Ianu
- Walter Imhof
- Gökhan Inler
- Luca Iodice
- Artur Ioniță
- Walter Iselin
- Roumen Ivanov

## J
- Dejan Jakovljevic
- Daniel Joller
- Karl Jörg
- Rico Juchli

## K
- Altay Kahraman
- Agapios Kaltaveridis
- Micheil Kavelasjvili
- Stephan Keller
- Levan Khomeriki
- Oskar Kihm
- Bernd Kilian
- Francis Kioyo
- Adrian Knup
- Heribert Koch
- Alex Kollbrunner
- Ryszard Komornicki
- Swen König
- Cezary Kucharski
- Urs Kühni
- Baykal Kulaksizoglu
- Karl Küng
- Adrian Kunz
- Winfried Kurz

## L
- Jean-Pierre La Placa
- Veli Lampi
- Steven Lang
- Toni Lehtinen
- Mika Lipponen
- Giuseppe Longa
- Peter Lötscher
- Michael Ludäscher
- Lars Lunde
- Sven Lüscher

## M
- Mobulu M'Futi
- Joël Mall
- Richard Mapuata
- David Marazzi
- Stefan Marini
- Borko Marinkovic
- Otto Märki
- Dejan Markovic
- Peter Marti
- Christian Matthey
- Michael Mazenauer
- Andre Meier
- Rolf Meier
- Elvir Melunovic
- Paulo Menezes
- Djamel Mesbah
- Erwin Meyer
- Aleksandar Mitreski
- Davide Moretto
- Jean-René Moritz
- Martin Müller
- Tobias Müller
- Walter Müller
- Orhan Mustafi
- Mario Mutsch

## N
- Gábor Nagy
- Eduardo Nazar
- Neri
- Francesco Nucera
- Kristian Nushi

## O
- Christian Okpala
- Christof Oldani
- Werner Olk
- David Opango
- Samuel Opoku Nti
- Daniel Oprita
- Rolf Osterwalder
- Urs Oswald

## P
- Frédéric Page
- Mirko Pavlicevic
- Ivan Pejcic
- Emanuel Pogatetz
- Prince Polley
- Michele Polverino
- Raimondo Ponte
- Christian Pouga
- Samuele Preisig
- Ivan Previtali

## R
- Giuseppe Rapisarda
- Ratinho
- Roland Rehmann
- Stefan Renggli
- Abdelfettah Rhiati
- Max Richner
- René Rietmann
- André Rindlisbacher
- Lody Roembiak
- Rogerio
- Salvatore Romano
- Jacques Romberg
- Dino Roselli
- Reto Rossi
- Astrit Rrustemaj
- Alfred Rubli
- Ernst Rubli
- Roman Rudolf
- Claudio Rüedi
- Wynton Rufer
- Hermann Rufli
- Daniel Rupf

## S
- Samel Sabanovic
- Gezim Sadiku
- Jeff Saibene
- Nicola Scampoli
- Hansruedi Schär
- Felix Schärer
- Markus Schärer
- Frédéric Schaub
- Manuel Schenker
- Benjamin Schmid
- Flavio Schmid
- Ernst Schmocker
- Alain Schultz
- Walter Seiler
- Remo Senn
- Gerardo Seoane
- Gürkan Sermeter
- David Sesa
- Ciriaco Sforza
- Fritz Siegrist
- Heinz Siegrist
- Augustine Simo
- Emir Sinanovic
- Sergej Skatschenko
- Zelimir Skopljak
- Dariusz Skrzypczak
- Nenad Spasojevic
- Thomas Staub
- Sascha Stauch
- Arne Stiel
- Oliver Stöckli
- Aco Stojkov
- Martin Stoll
- Marc Strasser
- Beat Studer
- Jürg Studer
- Sascha Studer
- Rene Sutter
- Michael Syfrig

## T
- Vahe Tadevosyan
- Daniel Tarone
- Patrick Taudien
- Jean-Pierre Tcheutchoua
- Remo Tovagliaro
- Frank Triebold
- Thomas Tschuppert

## U
- Lars Unnerstall
- Thomas Unseld

## V
- Andras Vagi
- Matteo Vanetta
- Harutyun Vardanyan
- Carlos Varela
- Carmine Viceconte
- Gerardo Viceconte
- Roger Vonlanthen

## W
- Marco Walker
- Uwe Wassmer
- Roger Wehrli
- René Weiler
- Gottfried Wernli
- André Wiederkehr
- Charles Wittl
- Sławomir Wojciechowski
- Daniel Wolf
- Arthur Wydler
- Christian Wyss
- Daniel Wyss
- Thomas Wyss

## Z
- Rüdi Zahner
- Marius Zarn
- David Zdrilić
- Ze Luiz
- Max Zehnder
- Skender Zeqiri
- Davide Zitola
- Pascal Zuberbühler
- Thomas Zwahlen